# إينزو آموري
إيريك أنثوني أرنديت (بالإنجليزية: Enzo Amore)‏ (ولد في 8 ديسمبر 1986) هو مصارع محترف معتزل ومغني راب أمريكي. هو معروف بسبب وقته في اتحاد دبليو دبليو إي تحت أسم إينزو أموري. هو حاليا معروف احترافيا تحت اسم ريل1.عندما كان معروف بإنزو أموري، كان بطل الكروزرويت في WWE لمرتين. وهو معروف أيضًا بفريق مع بيج كاس، الذي شكل فريق معه في الفترة من 2014 إلى 2017. وقد فازوا معًا بجائزة ان اكس تي نهاية السنة لفريق العام في 2015.

## النشأة
آرندت ولد في مدينة هاكينساك، نيو جيرسي لكنه نشأ في مدينة ولدويك، نيو جيرسي. هناك درس في مدرسة جولياأ. ترافاقين ومدرسة كرسنت (الهلال) ومدرسة ولدويك الثانوية، حيث لعب أيضا كرة قدم أمريكية.آرندت أستمر في مسيرته في الكرة الأمريكية في القسم الثالث (NCAA) بجامعة سالزبوري، لعب ظهير وسافيتي لفريق نوارس البحر 2007-2009 . آرندت حصل على شهادة البكالوريوس في الصحافة. كان يعمل سابقآ كـدي جي لفريق نيو يورك جي جيتس، ومدير في مطعم هوتيرز.

## مسيرته في مصارعة المحترفين

### دبليو دبليو إي

#### أن أكس تي(2012-2016)

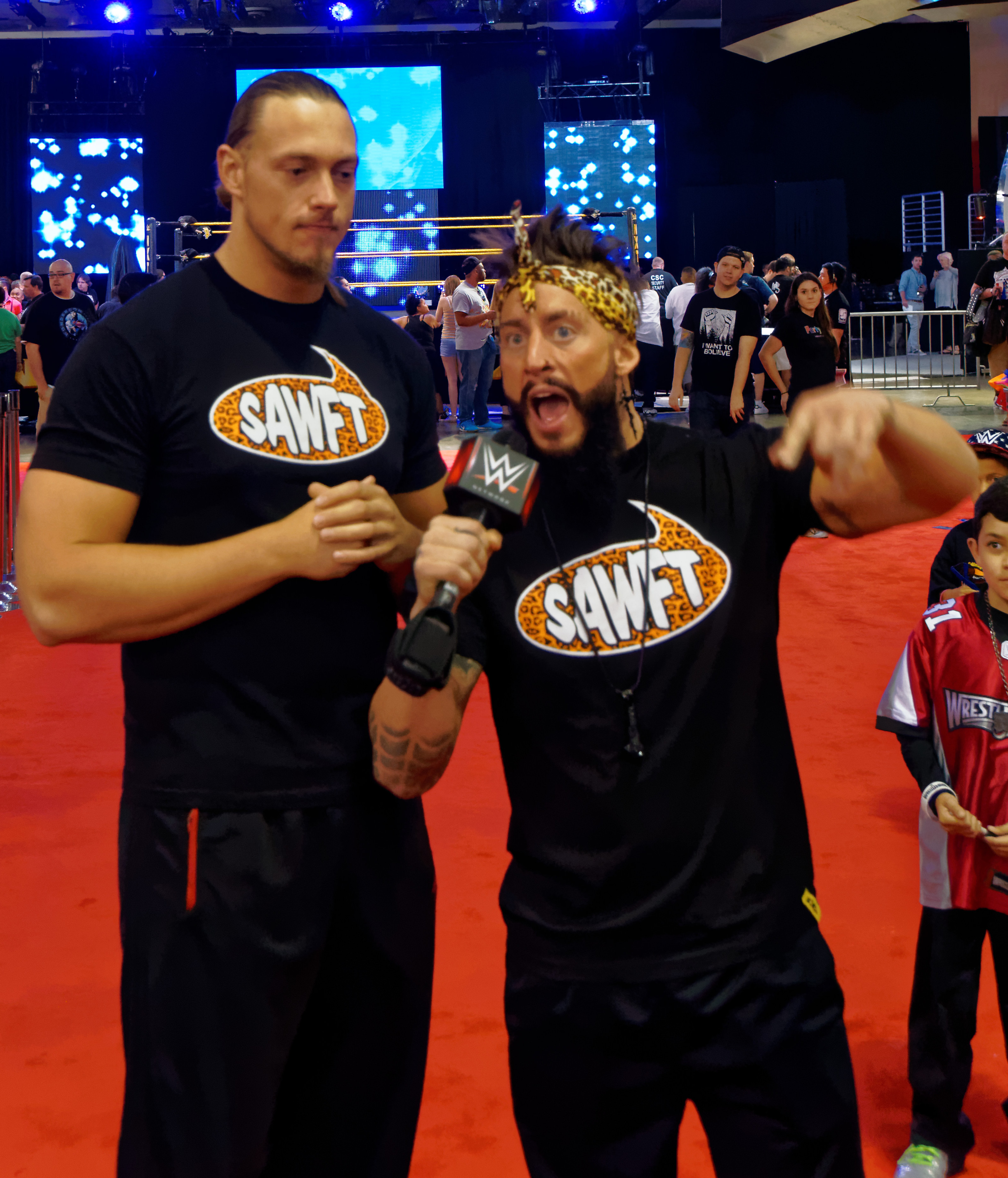
أموري (على اليمين) و كولين كاسادي في مارس 2015

لم يكن أرنديت يمتلك أي خبرة قبل توقيع عقد مع الدبليو دبليو أي، وقد كان يتدرب مع جو دي فرانسو في صالة تدريب دي فرانسو، وقدم فديو يقوم بأضهار جميع مهاراته للترويج، وعندما قام دي فرانسو بأعطاء الفديو لتريبل اتش قام بتوقيع العقد معه، وفي أغسطس 2012 قام الدبليو دبليو أي بأعطائه اسم إيريك آنثوني للمصارعة تحته، وبعدها أصبح أسمه إينزو آموري وأصبح يتصارع في عرض ان اكس تي.
ظهر آموري أول مرة على شاشة التلفاز في يوم 22 مايو 2013 في عرض ان اكس تي عندما خسر ضد مايسون ريان بسرعة وقد لقب بالثرثار والمغرور، وبعدها تحالف مع كولين كاسادي، الذي قد خسر ضد ريان سابقا ولقبوا نفسهم ب«الرجال الحقيقيون في الغرفة», في الحياة الحقيقية آرندت (أينزو) قابل لأول مرة بيل موريسي (كاسادي) عندما كان موريسي في عمر الخامسة عشر (15) عندما لعبآ كرة السلة معا فيما يعرف بال«القفص» في مانهاتن، نيويورك قرابة 10 سنوات قبل ان يجتمعا معا مرة أخرى في أن أكس تي في أغسطس 2013 , تمكن ريان من الفوز عليهما في مباريات فردية في شهر يونيو 2013 حتى بعد تحالفهما، ولكنه خسر ضدهما في مباراة عدم تكافؤ، ولكنهما تعرضا للهجوم من قبل فريق تونس أوف فانك، وبعدها بدئا في المنافسة على بطولة أن أكس تي للفرق، وقد فازا على سي جي باركر وتايلر بريز، وبعدها قاموا بمهاجمة روسيف وداوسون، ولكنهما خسرا ضد ذا أسنشين.

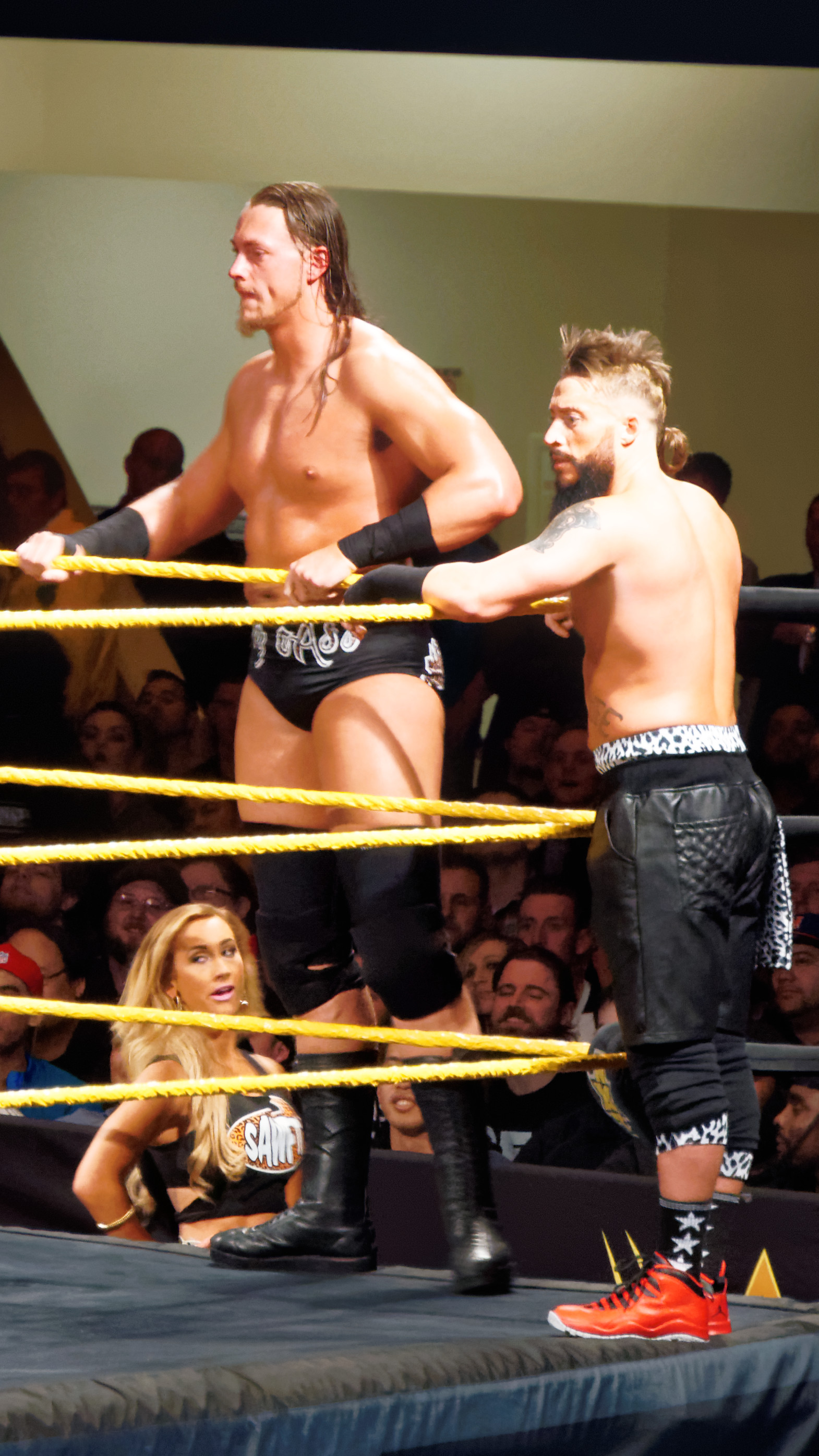
آموري و كاسادي يخوضان مباراة في 2015 و معهم كارميلا

في نوفمبر 2013، أموري اصاب بكسر في الساق اثناء التدريب. اموري عاد في 26 يونيو 2014 في حلقة أن أكس تي حين قام بمساعدة كاسادي من هجوم سيلفستر ليفورت وماركوس لويس. في أوائل أغسطس، أموري وكاسادي شاركوا في مسابقة لبطولة أن أكس تي للفرق وأنتصروا على جيسون جوردين وتاي ديلينجر في الجولة الأولى، ولكنهم اقصوا من قبل فريق ذا فودفيلنيز (أيدن أنقلش وسايمون قوتش) في الجولة الثانية. ليفورت ولويس قاموا بتجديد عداوتهم مع اموري وكاسادي بمهاجمتهم وحلاقة لحية اموري. نتيجة لذلك اموري تحدى ليفورت في مباراة يحلق الخاسر شعره في عرض أن أكس تي: فاتال 4 واي الذي أنتصر اموري فيها، لكن ليفورت هرب ليترك شريكه لويس يخسر شعره وحواجبه من قبل اموري وكاسادي. أينزو وكاسادي شكلو تحالف مع المنضمة حديثا كارميلا، الثنائي بالخطأ كلفوها وظيفتها كمصففة شعر وفقا للقصة، مما ادى إلى اصرارها على ان تكون مصارعة. كارميلا صارعت لأول مرة على التلفاز في 16 أكتوبر 2014 في عرض أن أكس تي. من بين المدربين اموري خص بيل ديموت وداستي رودز كالأكثر تأثيرا في تدريباته وبروموهاته.
في 11 مارس 2015 في عرض أن أكس تي، أموري وكاسادي أنتصروا على لوتشا دراغونز في مباراة على من سيصبح المنافس الأول على بطولة أن أكس تي للفرق. في أن أكس تي تايك أوفر: أنستببل، أموري وكاسادي واجهوا فريق بليك و ميرفي وخسروا بسبب تدخل من اليكسا بليس. في ديسمبر، اموري وكاسدي بدوا عداوة مع فريق داش و داوسون حين تحدوهم على بطولة أن أكس تي للفرق في عرضين أن أكس تي تايك اوفر: لندن ورودبلوك وخسروا في العرضين. في 24 مارس 2016، أبولو كروز وأينزو وكاس أنتصروا على أبطال أن أكس تي للفرق فريق داش و داوسون (ذا ريفايفال) وبارون كوربن.

#### الراو(2016-إلى الآن)
في عرض الراو بعد راسلمينيا 32, اموري وكاسادي ظهروا لأول مرة في العروض الرئيسية (بدون كارميلا) مقاطعين فريق دادلي بويز. بعدها بأسبوع في عرض سماكداون اموري وكاسادي أنتصروا على فريق ذا أسنشين للمنافسة علة تحديد المتنافسين الأولين على بطولة دبليو دبليو إي للفرق وفاز الفريق أيضا على فريق دادلي بويز في النصف النهائي من المنافسة في العرض الراو التالي متأهلين بذلك للنهائي. في النهائي، انزو وكاس نافسوا فريق ذا فودفيلنيز (أيدن أنقلش وسايمون قوتش) في عرض بايباك، انتهت المباراة بدون فائز بسبب تعرض انزو لأصابة في المباراة. في عرض ماني إن ذا بانك، انزو وكاس نافسوا فريق ذا نيو داي ووفريق ذا فودفيلنيز (أيدن أنقلش وسايمون قوتش) وفريق لوك جالوس وكارل أندرسون في معركة رباعية على بطولة دبليو دبليو إي للفرق وأنتصر فريق ذا نيو داي بالمباراة. في 4 يوليو عرض الراو، انزو وكاس أنقذوا جون سينا من تعرضه لهجوم من قبل فريق ذا كلوب واقحموا انفسهم في عداوة سينا مع الكلوب. في عرض باتل قراوند، انزو وكاس اتحدوا مع جون سينا لينتصروا على فريق ذا كلوب في مباراة سداسية للفرق. في قرعة عام 2016 للدبليو دبليو إي تم نقل فريق أنزو و كاس إلى عرض الراو. بعد عرض باتل قرواند أنزو و كاس دخلوا في عداوة مع كريس جيريكو وكيفن أوينز التي أستمرت إلى عرض سمرسلام حيث خسر الاثنان إلى جيركو وأوينز.
في 7 نوفمبر في عرض الراو، أنزو و كاس اعلنوا على انهم سوف يكونون في فريق الراو في مواجهة فريق عرض سماكداون في مباراة 10 ضد 10 في عرض سرفايفر سيريس، حيث خسر فريق الراو لفريق سماكداون. في 21 نوفمبر في عرض الراو، اموري اضطر للخروج عاريا خلف الكواليس بسبب مزحة كاس. بينما كان يتمشى التقى ب لانا في الممر. روسيف تحدى انزو على مباراة في تلك الليلة التي خسر بها انزو بكل سهولة. في العرض الراو التالي، انزو أنتصر على روسيف في أعادة للمبارة بسبب التدخل. في 5 ديسمبر، انزو قام بمواساة لانا بعد أن راها تتشاجر مع روسيف خلف الكواليس. فقامت لانا بدعوة أنزو إلى غرفتها في الفندق بعد أن أخبرته ان روسيف لا يعاملها بشكل صحيح. لاحقا في تلك الليلة، حين كان من المفترض ان ينافس بيق كاس المصارع روسيف في مباراة، قام روسيف بمهاجمة أنزو في الفندق فيما أتضح ان ما قامت به لانا كان فخ.

## في المصارعة
- الضربة القاضية
  - أير أينزو
- حركات معروف بها
  - جي-دي تي (دي دي تي)
  - دروب-كيك
  - هوراكارنا
  - رننق كروسبودي
  - سوسياد دايف
  - تورنيندو دي دي تي
- مع كولين كاسادي
  - بادا بووم شاكالاكا
- ألقابه
  - سيرتفايد جي اند ا بونافايد ستد
  - جيرسي فاينست
  - ريسلت قاي ان ذا روم
  - سماك تالكر سكاي والكر
  - ذا مايكل جوردن اوف جارقون
  - عضلات مارينارا
- المدراء
  - كارميلا
- أغاني الدخول
  - أتاليان لوف من قبل رافائيل لاكي (NXT)
  - سوفت أز أ سين  (2014-إلى الآن) (WWE\NXT)

## البطولات والإنجازات
- مجلة برو رسلينق أليستريتد
  - تم تصنيفه في المرتبة 122# في قائمة أفضل 500 مصارع لهذا العام في العام (2016)
- دبليو دبليو إي إن إكس تي
  - أفضل فريق لعام (2015) مع كولين كاسادي

## روابط خارجية
- إينزو آموري على موقع IMDb (الإنجليزية)
- إينزو آموري على موقع قاعدة بيانات الفيلم (الإنجليزية)
- إينزو آموري على موقع دبليو دبليو إي (الإنجليزية)
- إينزو آموري على موقع CageMatch worker (الإنجليزية)
- إينزو آموري على موقع قاعدة بيانات المصارعة على الإنترنت (الإنجليزية)
- إينزو آموري على موقع عالم المصارعة على الإنترنت (الإنجليزية)
- إينزو آموري على موقع عالم المصارعة على الإنترنت (الإنجليزية)

## وصلات خارجية
- آينزو أموري على تويتر.
- ملف أينزو أموري في دبليو دبليو إي دوت كوم
- آينزو أموري على إنستغرام